# Vive la quille
Pour les articles homonymes, voir La Quille.
Pour plus de détails, voir Fiche technique et Distribution.
Vive la quille (Il colonnello Buttiglione diventa generale) est un film franco-italien réalisé par Mino Guerrini, sorti en 1974.

## Synopsis
Le colonel Buttiglione et son adjudant, le sergent-major Mastino, doivent compter avec des recrues incompétentes et des chefs dandys qui ne sont là que pour faire leur période. Après que le régiment ait pratiquement saboté des manœuvres de l'OTAN avec des explosions involontaires, il est simplement nommé général.
À la fin du film il meurt, les bougies de son gâteau d'anniversaire étant décorées par erreur avec des bâtons de dynamite. Il va alors en enfer, où il rencontre de nouveau Mastino, mais en celui-ci on peut reconnaître Mefisto.

## Fiche technique
- Titre français : Vive la quille
- Titre original : Il colonnello Buttiglione diventa generale
- Réalisation : Mino Guerrini, assisté de Tonino Ricci
- Scénario : Castellano et Pipolo
- Photographie : Joe D'Amato
- Musique : Gianni Boncompagni, Lallo Gori
- Pays de production :  Italie -  France
- Genre : comédie
- Durée : 100 minutes
- Dates de sortie :
  - France : 12 juin 1974 à Paris
  - Italie : 14 juillet 1974

## Distribution
- Aldo Maccione : sergent Mastino
- Jacques Dufilho : colonel Rambaldo Buttiglione
- Franco Diogene
- Vincenzo Crocitti : lieutenant Dicitur
- Renzo Marignano : général John Ernest Dunn